# Sukapura (Kertasari)
Sukapura is een bestuurslaag in het regentschap Bandung van de provincie West-Java, Indonesië. Sukapura telt 13.316 inwoners (volkstelling 2010).